# Szőc
Szőc è un comune dell'Ungheria di 429 abitanti (dati 2005). È situato nella contea di Veszprém.